# Simulium trombetense
Simulium trombetense es una especie de insecto del género Simulium, familia Simuliidae, orden Diptera.

## Taxonomía
Fue descrita científicamente por Hamada, Py-Daniel & Adler, 1998.